# إيه تي آي كروس فاير

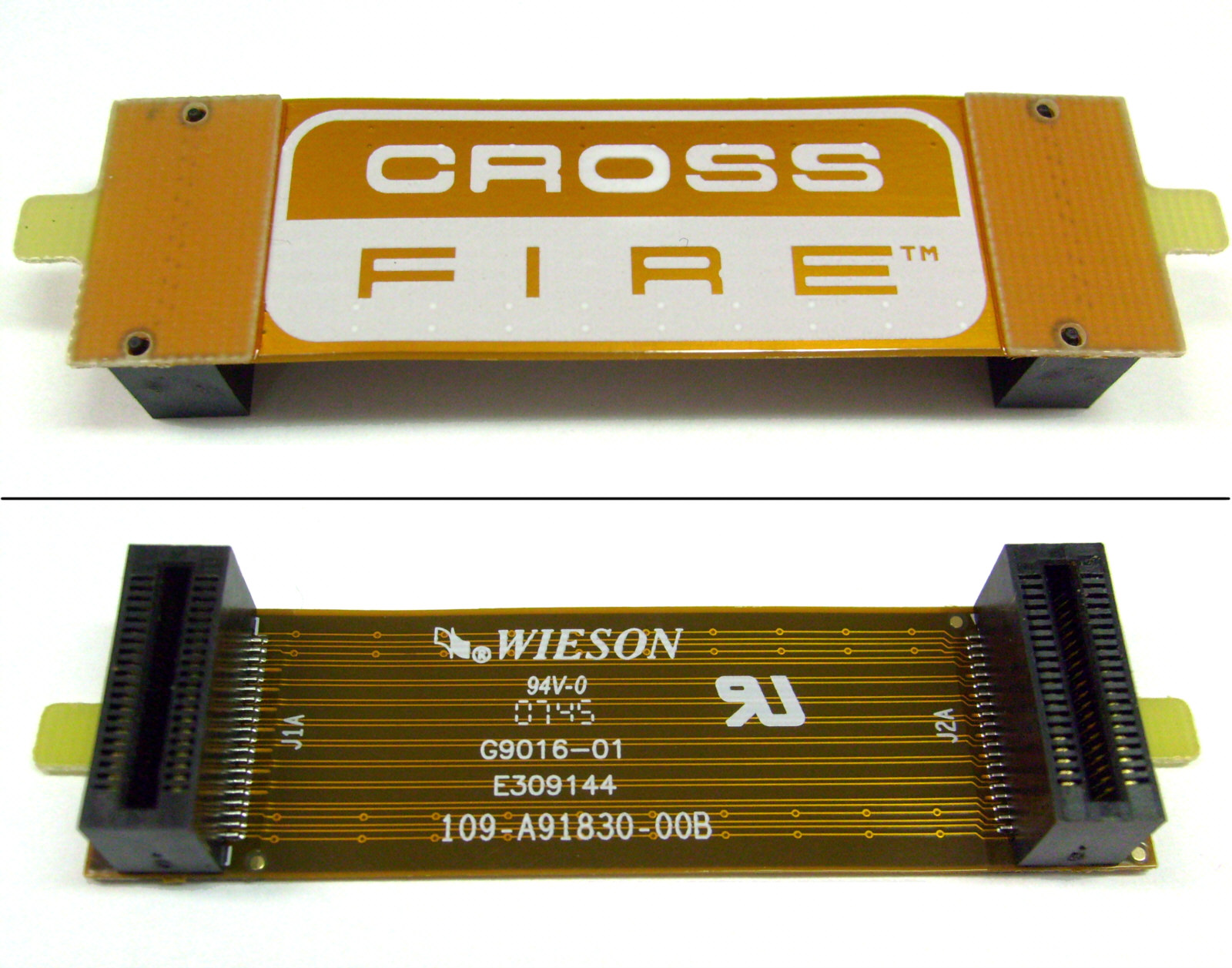
وصلة كروس فاير الداخلية

إيه تي أي كروس فير (بالإنجليزية: CrossFire)‏ وهو اسم تجاري لشركة إيه تي أي لنظام استخدام عدة وحدات معالجة الرسومات, والتي تتنافس مع نظام أس أل آي من شركة إنفيديا. وإن هذه التكنولوجيا تمكّن من إسخدام من اثنان إلى أربعة بطاقات عرض مرئي في حاسوب واحد. وتم الإعلان مؤخرا للمستهلكين أن تكنولوجيا إيه تي أي مالتي رندرنج (ATI Multi Rendering) التي تستخدمها كروس فاير كانت تخدم من قبل في بطاقات العرض المرئي المحترفة في محاكاة الطيران وتطبيقات مشابهة لها في شركة إيفن آند ساذرماند (Evans & Sutherland). وبالإضافة إلى أنها، أتلقت نظام وحدات معالجة رسومات ثنائية من قبل الكروس فاير من سلسلة رايج وهي بطاقة فيوري ماكس (Fury MAXX).

## اقرأ أيضا
- أس أل آي